# Slamčica
Slamčica je cjevčica, približno 20 cm dužine, namijenjena za srkanje pića - kao primjerice sokova, koktela.
Naziv nosi zbog ranije prirodnog podrijetla od slame
Slamčice su danas pretežno tankostijeni proizvodi od polietilena ili polipropilena za jednokratnu uporabu.
Slamke su rabili i stari Sumerani, moderni oblik slamke je patentirao 1888. godine Marvin Stone C.